# Philipp von Gemmingen (1601–1638)
Philipp von Gemmingen (* 1601 in Rappenau; † 1638) war Grundherr in Rappenau und Treschklingen. Er kämpfte zu Beginn des Dreißigjährigen Krieges auf protestantischer Seite, weswegen 1630 seine Lehen vom Kaiser eingezogen wurden.

## Leben
Er war der älteste Sohn des Eberhard von Gemmingen  und der Anna Katharina von Rodenstein und kam bald nach deren Einzug in das Wasserschloss Rappenau zur Welt. Sein Hauslehrer war der spätere Stuttgarter Hofprediger Johann Valentin Andreae. Nach dem frühen Tod seiner Eltern im Jahr 1611 standen er und seine beiden Brüder Melchior-Reinhard und Hans Sigmund zunächst unter der Vormundschaft ihres Onkels Hans Wilhelm von Gemmingen, nach dessen Tod 1615 war des Vaters zweiter Bruder, Reinhard „der Gelehrte“ von Gemmingen, der Vormund. 
Er studierte in Tübingen und fiel im inzwischen begonnenen Dreißigjährigen Krieg 1619 bei Amberg die Hand von Werbern, durch die er als Fähnrich in die protestantische Unionsarmee kam. 1621 kämpfte er unter Ernst von Mansfeld bei Waidhaus gegen bayerische Truppen. Im Lauf des Jahres 1621 genehmigte man seine Entlassung, so dass er nach Rappenau zurückkehren konnte, wo er 1622 Ursula Barbara von Warnstädt heiratete. Senen Wohnsitz nahm er in Treschklingen. 1626 erhielt er vom württembergischen Herzog Johann Friedrich den Lehensbrief über den Familienbesitz. 
1630 entzog ihm der Kaiser das Rappenauer Lehen, weil er zu Beginn des Krieges für die protestantische Seite eingetreten war. Als Proteste und Bittschriften wirkungslos blieben, trat Philipp in die Dienste des Prinzen Bernhard von Weimar und zog mit dessen Heer gegen bayerisch-österreichische und spanische Truppen am Oberrhein, wo er 1638 im Alter von 37 Jahren fiel.
Seine Frau war mit dem Sohn Eberhard zunächst nach Fürfeld, später nach Menzingen geflüchtet. Sohn Eberhard kam bald in die Obhut des französischen Feldmarschalls Ludwig von Schmidberg.
Philipps jüngere Brüder standen ebenfalls in Militärdiensten. Melchior Reinhard von Gemmingen (1603–1635) studierte in Straßburg und war in Diensten des baden-durlachschen Markgrafen Georg Friedrich, später kam er mit einem sächsisch-lauenburgischen Regiment von Oberösterreich über Schlesien und Pommern bis nach Rügen. Er nahm dann auf Bitten seines Onkels Reinhard „des Gelehrten“ den jüngsten Bruder Hans Sigmund in seine Kompanie auf. Hans Sigmund fiel, Melchior-Reinhard starb 1635 an der Pest. Philipps Sohn Eberhard war beim Tod des Vaters der einzige Nachkomme der Rappenauer Familienlinie. Er erhielt nach dem Westfälischen Frieden 1648 die Rappenauer und Treschklinger Güter zurück.